# Schweizerischer Blinden- und Sehbehindertenverband
Der Schweizerische Blinden- und Sehbehindertenverband SBV versteht sich als nationale Organisation, in der sich blinde und sehbehinderte Menschen zur Selbsthilfe, Selbstbestimmung und Interessenvertretung zusammenschliessen. Der Verband unterstützt seit 1911 betroffene Menschen in ihrem Bestreben, ein unabhängiges und erfolgreiches Leben im Privaten, in der Gesellschaft und im Beruf zu führen. Diese Ziele erreicht der SBV mit  Beratung, Schulung und mit der Förderung innovativer Technologien sowie mit Aufklärung und Sensibilisierung der Öffentlichkeit.
Die Dienstleistungen reichen von Sozialberatung, fachspezifischer Beratung und Job Coaching bis zu Kursen und Freizeitaktivitäten. Sämtliche Informationen werden in gedruckter, digitaler und auditiver Form den Mitgliedern zur Verfügung gestellt.
Der SBV macht die Anliegen blinder und sehbehinderter Menschen einer breiten Öffentlichkeit bekannt und setzt sich für deren Rechte ein.